# Звёздный (Иркутская область)
Звёздный — рабочий посёлок в Усть-Кутском районе Иркутской области России.

## География
Расположен в устье реки Нии (правый приток Таюры), на её правом берегу, в 62 км к юго-востоку от Усть-Кута, и в 515 км к северо-востоку от Иркутска (по прямой). Через посёлок проходят Байкало-Амурская магистраль и межрегиональная автодорога 25К-258 Усть-Кут — Северобайкальск.

## История
Посёлок основан в мае 1974 года строителями Байкало-Амурской магистрали и в нём была построена первая станция — Звёздная — западного участка комсомольской стройки. Первоначально рассматривались другие названия посёлка: Таюра (по названию реки), Снежный.
22 июня 1974 года в Звёздном появились первые молодожёны — две семьи. 15 сентября того же года родился первый коренной житель посёлка — Александр Владимирович Конопкин, сын строителей-комсомольцев из города Жданова.
В декабре 1974 года в посёлке Звёздный молодым режиссёром Анатолием Байковым был создан народный театр «Молодая Гвардия», впоследствии ставший известным не только на БАМе, но и во всей стране.
Инфраструктура посёлка возводилась армянским трестом «АрмБАМстрой», который в 1985 году был переведён в Янчукан.

## Население
| 2002 | 2009  | 2010 | 2011 | 2012 | 2013 | 2014 |
| ---- | ----- | ---- | ---- | ---- | ---- | ---- |
| 1228 | ↘1029 | ↘957 | ↗960 | ↘955 | ↘938 | ↘930 |
| 2015 | 2016  | 2017 | 2021 |      |      |      |
| ↘902 | ↘887  | ↘854 | ↘775 |      |      |      |

Демография
Рождаемость в посёлке в 2010 году составила 25 человек.

## Экономика
Основная деятельность — переработка древесины, обслуживание железной дороги.
Предприятия:
- ООО «Северный лес»;
- ГК «Петролес»;
- Лесхоз;
- ООО «Алтай-Форест» — в перспективе возможно как градообразующее предприятие[16];
- станция Звёздная ВСЖД;
- ООО «Звёздный» (ЖКХ).

### Бюджетная политика
Бюджет Звёзднинского муниципального образования в 2009 и 2010 годах выглядел следующим образом:
| Показатель                   | 2009 год       | 2010 год       |
| ---------------------------- | -------------- | -------------- |
| Общий объём доходов          | 10,5 млн руб.  | 10,96 млн руб. |
| Общий объём расходов         | 10,6 млн руб.  | 10,92 млн руб. |
| Профицит (+) или дефицит (-) | -100 тыс. руб. | 80 тыс. руб.   |

Основная статья расходов — жилищно-коммунальное хозяйство, на которое приходится около 70 % расходов.

## Местное самоуправление
31 декабря 2004 года было образовано Звёзднинское городское поселение, включившее в себя земли посёлка Звёздного. Подчинено районной администрации. Территория граничит:
- на западе — с Усть-Кутским городским поселением;
- на севере — с Подымахинским сельским поселением;
- на востоке — с Киренским муниципальным районом и Нийским сельским поселением;
- на юге — с межселенной территорией Усть-Кутского муниципального района.

Действующая система местного самоуправления была сформирована в 2005 году на основании областного закона № 93-ОЗ от 16 декабря 2004 года «О статусе и границах муниципальных образований Усть-Кутского района Иркутской области». Представительным органом местного самоуправления является поселковая дума, в состав которой входят депутаты, избранные всеобщим тайным голосованием. Её возглавляет председатель думы, выдвигаемый из состава избранных депутатов. Исполнительно-распорядительным органом местного самоуправления является администрация городского поселения. Её возглавляет глава администрации (глава поселения) — Замулко Николай Максимович, избранный по результатам досрочных выборов 2018 года. Срок полномочий главы администрации составляет 5 лет.

## Транспорт
Железнодорожная станция Звёздная Восточно-Сибирской железной дороги. Пригородные поезда следуют до Усть-Кута (на западе) и пос. Магистральный Казачинско-Ленского района (ст. Киренга) (на востоке). Поезда дальнего следования идут до Москвы (на запад), Кисловодска (на запад, в летнее время), Тынды (на восток).
Связан автомобильными дорогами с Усть-Кутом, Киренском (через посёлок Небель). Через Усть-Кут имеет выход к трассам «Вилюй» и М53 «Байкал». Для внедорожных автомобилей возможен проезд до Северобайкальска.
Автобусное сообщение с 2010 года по маршруту Усть-Кут — Звёздный — Ния, выполняется ФГУП «Автоколонна 1880».

## Связь
Почтовое отделение. Проводная телефонная связь слабо развита, как и мобильная.

## Социальная сфера
Образование: средняя школа с дневной и вечерней формами обучения, детский сад.
Медицина: поликлиника.
Культура: клуб, библиотека.
Сфера обслуживания: кафе.